# トシーノ
トシーノ、あるいはトチーノ（スペイン語: tocino）は、スペインによる統治を経験した地域で食されている豚肉加工品。スペイン語ではベーコンの意である。

## スペイン

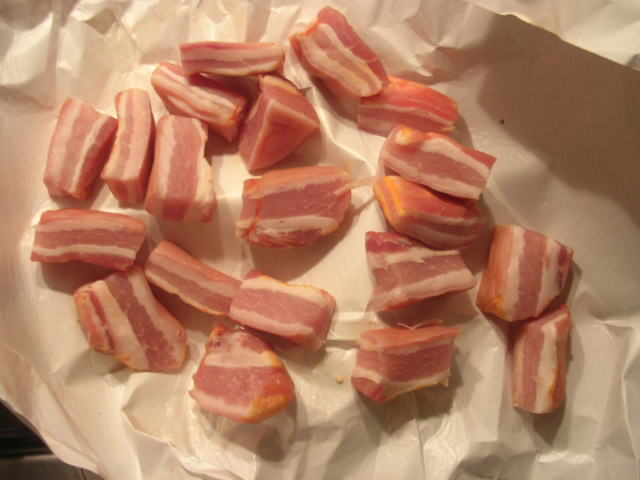
調理前のトシーノ

スペインのトシーノ（スペイン語: tocino）は、豚の背脂をハーブ類と共に塩漬けした豚肉加工品である。
煮物などにも使用される。

## フィリピン

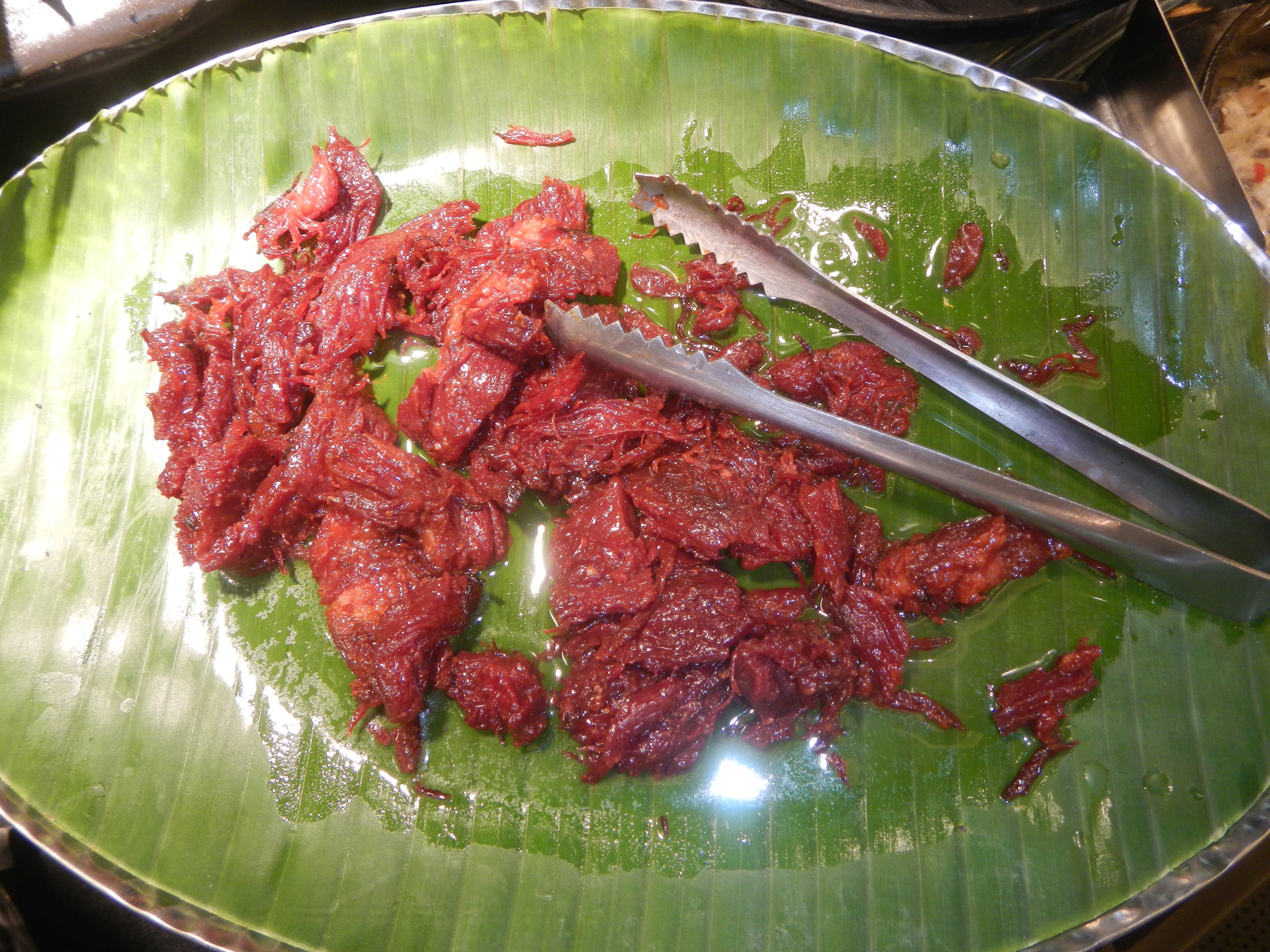
フィリピンのブッフェ形式レストランで提供されているトシーノ

フィリピンのトシーノ（タガログ語: tosino、tusino ）は、薄切りにした豚バラ肉をワイン、砂糖、塩、酢などに漬け込んで、甘辛く味付けしたものである。燻蒸は行われない。
フィリピンでは朝食の定番メニューとして消費量も多い。
多数のメーカーが製造・販売しており、主に冷凍で市販されている。家庭では、製品を解凍し、軽く茹でてから、さらに焼いて調理している。
フィリピンのスーパーマーケットでは、トシーノはベーコンとは異なる商品分類で販売されている。トシーノの製品はフレーバー展開が少なく、使用する豚肉の部位や脂身に関する展開が中心となっている。